# Йоганна Шпірі
Йоганна Луїза Гойсер, у шлюбі Шпірі (12 червня 1827 , Гірцель, Цюрих  — 7 липня 1901 , Цюрих ) — швейцарська письменниця, авторка книг для дітей, найвідоміша з яких — «Гайді» (1880), шедевр світової дитячої класики.

## Життєпис
Йоганна Луїза Гойсер народилася в селі Гірцель у Швейцарії. Дитиною провела кілька років у районі Кур у Граубюндені. Спогади про ці місця пізніше використала у своїх творах.
У 1852 році одружилася з адвокатом Бернардом Шпірі. Проживаючи в Цюриху, почала писати про життя в країні. Її перша книга «Листочок на могилі Врони» опублікована в 1871 році. У наступні роки з'явилися інші історії як для дітей, так і для дорослих, і серед них повість про Гайді, яка негайно отримала успіх. У ній розповідається про маленьку сироту Гайді, яка живе зі своїм дідусем у горах Швейцарії. Історія дівчинки-сироти приваблива не тільки яскравими описами ландшафту, а й розумінням того, як діти бачать життя і виявляють свої почуття. Повість «Гайді» належить до шедеврів світової дитячої класики. Вперше вона була опублікована в 1880 р, миттєво здобула популярність і витримала 13 видань за 10 років. В 1884 повість була перекладена англійською, глибоко схвилювала читачів як у Великій Британії, так і в Америці.
Чоловік Йоганни і її син Бернард померли в 1884 році. Після цього Йоганна Шпірі присвятила себе благодійній діяльності та написанню понад 50 оповідань аж до смерті в 1901 році. Вона похована на сімейній ділянці кладовища в Цюриху, Швейцарія. 
Портрет Йоганни Шпірі був поміщений на поштовій марці в 1951 році і на 20-франкової пам'ятній монеті в 2001 році.
На честь персонажки Гайді названо астероїд 2521 Хайді.